# Chronologie de la République dominicaine

## De la découverte à l'exploration (1492 à 1504)
- 1492: Premier voyage des trois navires, la Santa María, la Pinta et la Niña. 24 août, début du 4e voyage de Christophe Colomb. 12 octobre, arrivée à Guanahani (San Salvador). 29 novembre, séparation de la Pinta. 5 décembre, découverte de l'île  Quisqueya, Bohio ou Ahiyati, qu'il baptise Hispaniola, et des premiers caciquats. 25 décembre, échouement de la Santa María, alliance avec le cacique Guacanagarix et fondation de La Navidad.
- 1493: 5 janvier, Monte Cristi. 6 janvier, retrouvailles avec la Pinta. 31 janvier, à Samaná.
- 1494: Santo Domingo de Guzmán, première ville du Nouveau Monde. Fort San Tomás. Caonabo, Alonso de Ojeda et Mosen Pedro Margarite. Autres forts. Voyage par le sud vers Cuba et la Jamaïque. Bartolomé Colomb.
- 1495: Prison et décès de Caonabo. Massacre d'Indiens.
- 1496: Boil et Mosen Pedro Margarite retournent en Espagne. Colomb part pour l'Espagne. Autres forts. Expédition de Bartolomé Colomb vers le sud. Rébellion de Guarionex, Mayobanex.
- 1498: Rébellion de Roldán. Retour de Colomb, Troisième voyage. Nouvelle Isabela. Paix entre Colomb et Roldán.
- 1500: Arrivée du Comendador Francisco Bobadilla.Prison de Colomb et de ses frères.
- 1502: Arrivée du Comendador Nicolás de Ovando. Arrivée de Colomb, quatrième voyage. Ouragan. De Ovando transfère Santo Domingo côté occidental.Début de la forteresse et autres constructions.
- 1503: Juán de Esquivel. Massacres d'Indiens. Expédition à Higüey.Décès de Bohechio. Anacaona.
- 1504: Expédition à Jaragua, massacres. Fondation de villes. Nouvelle expédition à Higüey. Colomb en Jamaïque et retourne ensuite en Espagne.

## La colonisation (1504 à 1697)
- 1508: Premiers trapiches. Traite des esclaves. Premières 15 villes blasonnées.
- 1509: Arrivée de Diego Colomb.
- 1519: Enriquillo à Baoruco.
- 1520: Rébellion d'esclaves.
- 1533: Barrionuevo et Enriquillo. Paix.
- 1535: Décès d'Enriquillo.
- 1543: Alonso de Fuenmayor, début de la muralla.
- 1586: Gouvernement de Ovalle. Invasion de Francis Drake.
- 1606: Colonie. Antonio Osorio, dévastations.
- 1625: La Tortue, boucaniers, flibustiers.
- 1655: Chaves de Osorio et Bernardino Meneses et Bracamonte. Invasion de Penn et du général Venables. Extension (improvisation des défenses).
- 1673: D'Oregón et Delisle font des incursions par le nord. D'Oregón retourne en France. Les Français passent (de la Tortue) à tierra firme. Convention entre Poinci et Segura.
- 1689: D'Cussi envahit Santiago et la pille.
- 1691: Sandoval et Castilla reçoivent l'appui de Peréz Caro. 21 janvier, bataille de la Limonade.

## Les défaites de la métropole (1697 à 1795)
- 1697: Traité de Ryswick entre l'Espagne et la France. Réaffirmation de l'occupation de l'ouest par la France.
- 1714: Tentative d'invasion de Mr. Charité. Le gouverneur Pedro de Niela intime les français. Demande des titres de possession des terres occupées.
- 1776: Ligne de délimitation entre l'est et l'ouest. 1 500 volontaires français sont envoyés en Amérique du Nord.
- 1777: Traité d'Aranjuez. On fixe les limites des frontières.
- 1791: Révolte des esclaves dans la colonie de Saint-Domingue. Boukman et Toussaint Louverture (Vaudou à Bois Caimán.)
- 1795: Traité de Bâle entre la France et l'Espagne. L'Espagne cède la partie orientale de l'île à la France. De droit Hispaniola devient une colonie française dans son entièreté, de fait le gouvernement français opte de laisser ses habitants s'auto-gérer.

## Des invasions Franco-haïtiennes à la Reconquête (1795 à 1809)
- 1802: Expédition française. Pour destituer Toussaint Louverture, Bonaparte envoie une flotte commandée par Leclerc, son beau-frère. Kerversau prend Saint-Domingue. Juan Baron à San Gil. Jean-Louis Ferrand prend le Cibao (tout le Nord).
- 1803: Prison et décès de Toussaint.
- 1804: 1er janvier, Jean-Jacques Dessalines proclame l'Indépendance d'Haïti. Constitution et drapeau d'Haïti.
- 1805: Invasions d'Alexandre Pétion et d'Henri Christophe. Défenses françaises menées par Ferrand. Juan Barón. Ausenac. Retrait haïtien. Massacres, destructions et incendies.
- 1808: Juan Sánchez Ramírez et la Reconquista (Reconquête). 7 novembre, bataille de Palo Hincado. Décès de Ferrand. 13 décembre, Saint Domingue redevient espagnole.

## DeLa España Bobaà l'Indépendance (1809 à 1844)
- 1809: 7 juillet, les Anglais occupent Samaná. Fin de l'administration française. Gouvernement espagnol: La España Boba.
- 1818: 19 mars, à Haïti, mort de Pétion, remplacé par  Jean Pierre Boyer.
- 1821: 4 novembre, Indépendance éphémère de Nuñez de Cáceres. 1er décembre, annexion à la Grande Colombie.
- 1822:  Boyer et l'invasion haïtienne. 9 février, annexion à Haïti. Émigrations, fermeture d'églises et de collèges, etc.
- 1838: 16 juillet, Fondation de la Trinitaria et serment des Trinitarios. Duarte, Mella et Sánchez.
- 1844: 27 février, Indépendance ou séparation d'Haïti. République dominicaine. Drapeau dominicain. Juan Pablo Duarte. Gouvernement de la Junte Centrale Gouvernementale. Juan Pablo Duarte.

## Les difficultés à maintenir l'Indépendance (1844 à 1861)
- 1844: Invasion haïtienne par le Général Charles Herard. Bataille du 19 mars à Azua (Santana et Duvergé). Bataille du 30 mars à Santiago. (Imbert, Valerio et Salcedo). Bataille navale de Tortuguero, 15 avril.
- 1845: Gouvernement du Général Pedro Santana. 27 février, mort de María Trinidad Sánchez. Invasion haïtienne par Général Pierrot (Morisset). Bataille de la Estrelleta le 17 septembre (J.J. Puello). Bataille de Beller le 27 octobre (Francisco Antonio Salcedo).
- 1849: Président Général Manuel Jiménes. Invasion haïtienne par le Général Soulouque. Bataille de Las Carreras le 21 avril (Général Pedro Santana). Président Pedro Santana.
- 1855: Président Pedro Santana. Invasion haïtienne par le sud (Soulouque). Bataille de Santomé 22 décembre (Cabral). 22 décembre, Bataille de Cambronal (Francisco Sosa).
- 1856: Président Pedro Santana. Invasion haïtienne par Soulouque (Decayette). 24 janvier, Bataille de Sabana Larga (Franc Bidó).

## De la Réannexion au Protectorat (1861 à 1930)
- 1861: 18 mars, réannexion à l'Espagne.
- 1863: 16 août, guerre civile et bataille de Capotillo. Gregorio Luperón. 14 septembre, nouvelle Indépendance.
- 1865: 11 juillet, Indépendance reconnue par l'Espagne. Retrait des troupes espagnoles.
- 1870: Le gouvernement échoue dans son annexion aux États-Unis.
- 1903: 30 mars, occupation américaine.
- 1905: 28 mars, fin de l'occupation mais le pays devient protectorat des États-Unis.
- 1916: 29 novembre, nouvelle occupation américaine.
- 1924: 12 juillet, fin de l'occupation des États-Unis, élections.

## La dictature de Trujillo (1930 à 1961)
- 1930: 16 août, dictature de Rafael Leónidas Trujillo Molina.
- 1939: Fondation du Parti révolutionnaire dominicain à Cuba.
- 1941: Fin du protectorat américain.
- 1952: Hector Trujillo Molina président.
- 1959: 14 juin, tentative de push (avec l'aide de Cuba) avortée.
- 1960: 10 janvier, naissance du Mouvement du 14 juin. (Sœurs Mirabal). Tentative d'assassinat de Rómulo Betancourt. Sanctions de l'OEA. 3 août, Joaquín Balaguer Ricardo président. 25 novembre, assassinat des sœurs Mirabal.
- 1961: 30 mai, assassinat de Trujillo.

## De 1961 à nos jours
- 1962: 18 janvier, putsch des généraux. Fuite de Balaguer aux États-Unis. Rafael Bonelly président provisoire. 20 février, Juan Bosch président (élections démocratiques).
- 1963: 25 septembre, Juan Bosch est renversé par des généraux. Triumvirat.
- 1965: 24 avril, guerre civile. 28 avril, occupation des États-Unis et OEA (35 000 h). 30 septembre, Héctor García Godoy président provisoire.
- 1966: Joaquín Balaguer Ricardo à nouveau président. 21 septembre, fin de l'occupation américaine.
- 1973: Guérilla réprimée. Fondation du Parti de la libération dominicaine par Juan Bosch.
- 1978: Silvestre Antonio Guzmán Fernández est élu président.
- 1979: Cyclones David et Frédéric (1 200 morts et 350 000 sans-abris).
- 1982: 4 juillet, suicide de Guzmán Fernández. 16 juillet, Salvador Jorge Blanco président.
- 1984: 23 et 24 avril, émeutes (70 morts).
- 1985: Retrait des multinationales. Crise sucrière.
- 1988: Février, grèves et manifestations (5 †). 27 novembre, Blanco réfugié aux États-Unis, condamné pour corruption à 20 ans de prison.
- 2004: 16 août, Leonel Fernández est élu président.
- 2020 : 16 août, Luis Abinader est élu président.